# Cmentarz żydowski w Szczytnie
Cmentarz żydowski w Szczytnie – został założony w 1815 roku i zajmuje powierzchnię 0,16 ha i jest nieogrodzony. Pomimo dewastacji w czasach III Rzeszy i PRL zachowało się około pięćdziesięciu nagrobków, z których najstarszy pochodzi z 1833 roku. Nagrobki wykonane są z granitu, marmuru bądź piaskowca, a inskrypcje są w języku hebrajskim bądź niemieckim.